# Tommy Doyle (giocatore di football americano)
Tommy Doyle (Edina, 6 maggio 1998) è un giocatore di football americano statunitense che milita nel ruolo di offensive tackle per i Buffalo Bills della National Football League (NFL).

## Carriera

### Buffalo Bills
Doyle al college giocò a football alla Miami University (Ohio). Fu scelto nel corso del quinto giro (161º assoluto) nel Draft NFL 2021 dai Buffalo Bills. Nella sua prima stagione regolare disputò 11 partite, nessuna delle quali come titolare. Il 15 gennaio 2022 segnò un touchdown, ricevendo un passaggio da una yard dal Josh Allen nella vittoria dei Bills per 47–17 sui New England Patriots nel turno delle wild card dei playoff.
Il 27 settembre 2022 Doyle fu inserito in lista infortunati a causa della rottura del legamento crociato anteriore contro i Miami Dolphins nella settimana 3.